# Maison de Laval-Lezay
 (juillet 2024).
Si vous disposez d'ouvrages ou d'articles de référence ou si vous connaissez des sites web de qualité traitant du thème abordé ici, merci de compléter l'article en donnant les références utiles à sa vérifiabilité et en les liant à la section « Notes et références ».
La maison de Laval-Lezay ou Deuxième maison de Montmorency-Laval est une branche cadette de la maison de Laval qui commence à Mathieu II de Montmorency. Mathieu II de Montmorency a bien épousé Emma de Laval  mais il ne fut que son mari et le père de ses enfants. Il n'eut personnellement aucun pouvoir sur les terres des Laval, Emma l'exerçant sans partage. De plus, le contrat précisait bien que les enfants et descendants du couple porteraient seulement le nom des Laval comme leur mère.
Une branche cadette de la Deuxième maison de Montmorency-Laval : les Laval-Lezay existe depuis Guy de Laval-Lezay.

## Filiation
```
│  ├─> 
Pierre de Laval-Montmorency

│  │  X Philippe 
de Beaumont
 dame de 
Bressuire

│  │  │
│  │  │   
│  │  ├─> 
Guy de Laval-Lezay
 
│  │  │  X Claude de la Jaille
│  │  │  │
│  │  │  ├─> 
Pierre 
I
er
 de Laval-Lezay

│  │  │  │  X Jacqueline de Clairembault
│  │  │  │  │
│  │  │  │  ├─> 
Pierre II de Laval-Montmorency

│  │  │  │  │   X Isabeau de Rochechouart
│  │  │  │  │   │
│  │  │  │  │   ├─> 
Hilaire de Laval-Montmorency
 
│  │  │  │  │   │
│  │  │  │  │   ├─> 
Guy-Urbain de Laval-Montmorency

│  │  │  │  │   │   X Françoise de Sesmaisons
│  │  │  │  │   │   │
│  │  │  │  │   │   ├─> 
Pierre III de Laval-Montmorency

│  │  │  │  │   │   │   X Marie-Thérèse-Françoise de Salignac
│  │  │  │  │   │   │   │
│  │  │  │  │   │   │   ├─> 
Guy-André de Montmorency-Laval
 
│  │  │  │  │   │   │   │   X Marie-Anne de Turmenies de Nointel
│  │  │  │  │   │   │   │   │
│  │  │  │  │   │   │   │   ├─> 
Guy-André-Pierre de Montmorency-Laval
 
│  │  │  │  │   │   │   │   │   X Jacqueline-Marie-Hortense de Bullion 
│  │  │  │  │   │   │   │   │   │
│  │  │  │  │   │   │   │   │   ├─> 
Anne-Alexandre-Marie de Montmorency-Laval

│  │  │  │  │   │   │   │   │   │   │
│  │  │  │  │   │   │   │   │   │   ├─> 
Anne-Adrien-Pierre de Montmorency-Laval

│  │  │  │  │   │   │   │   │   │
│  │  │  │  │   │   │   │   │   ├─> 
Mathieu-Paul-Louis de Montmorency-Laval

│  │  │  │  │   │   │   │   │   │   │
│  │  │  │  │   │   │   │   │   │   ├─> 
Matthieu-Jean-Félicité de Montmorency-Laval
 
│  │  │  │  │   │   │   │
│  │  │  │  │   │   │   ├─> 
Louis-Joseph de Montmorency-Laval
```

## Personnalités
- Pierre II de Laval-Montmorency, seigneur de Lezay, baron de Trèves, comte de La Bigeotière (La Bizollière, La Bigotière), conseiller d'état, chevalier des ordres du roi ;
- Guy-André-Pierre de Montmorency-Laval, (1723-1798), premier baron de la Marche, marquis de Lezay, maréchal de France, militaire français ;
- Anne-Alexandre-Marie de Montmorency-Laval, (1747-1817), militaire français, marquis puis duc de Laval, pair de France, maréchal de camp, lieutenant-général des armées du roi, et cordon rouge ;
- Anne-Adrien-Pierre de Montmorency-Laval, duc de Laval, pair de France, chevalier des ordres du roi et de la Toison d'or, chevalier de Saint-Louis, grand d'Espagne de 1re classe, etc ;
- Eugène-Alexandre de Montmorency-Laval, frère du précédent, duc de Laval, lieutenant général ;
- Mathieu de Montmorency-Laval (1766-1826), militaire et homme politique français ;
- Louis-Joseph de Montmorency-Laval, (1724-1808), cardinal français, évêque de Metz et grand aumônier de France.

### Guy de Laval-Lezay
Guy de Laval-Lezay, seigneur de Lezay, Bréhabert, La Mâche-Ferrière (à Astillé ?), Bressuire etc. 
Fils de Pierre de Laval-Montmorency, il avait épousé Claude de La Jaille, dame de Bressuire et de Lezay par son mariage, fille de René, seigneur de La Roche-Talbot, qui se remaria à Claude de Laval, seigneur de Téligny. Leurs enfants furent:
- Pierre ;
- Françoise, mariée à Nicolas de Champagne, premier comte de La Suze, baron de Coulans, chambellan des rois Louis XI et François Ier, dont elle demeura veuve en 1567 ;
- Philippe, prieur du monastère de Patience de Laval ;
- Renée, religieuse aux Annonciades de Bourges.

Lié à Guy XVI de Laval, il sert le roi François Ier dans ses guerres d'Italie ; demeura prisonnier à la bataille de Pavie, en 1525, et, ayant traité de sa rançon, il revint en France. Il mourut après 1530.

### PierreIerde Laval-Lezay
Pierre Ier de Laval-Lezay, chevalier, seigneur de Lezay, La Chétardière etc.
Fils de Guy de Laval-Lezay, il avait épousé Jacqueline de Clairambault (le Clairambault à Montrevault, et le Plessis-Clairambault à St-Remy-en-Mauges), vicomtesse du Grand-Montrevault, baronne de Trèves, dame de La Roche-Mabile et de La Plesse (à St-Clément), fille aînée (sa sœur cadette Louise épouse Louis vicomte de Rochechouart-Pontville) et principale héritière de Jacques de Clairambault, seigneur de La Plesse, et de Claude fille de Guyon d'Avaugour du Parc de La Roche-Mabile. Leurs enfants furent :
- Pierre II ;
- Guy, mort jeune ;
- Renée, dame de Mouillebert, mariée, en 1575, à René de Bouillé, comte de Créances, conseiller d'État, chevalier des ordres du roi, gouverneur de Périgueux ;
- Claude, dame du Plessis-Clairembault, de Saint-Gervais etc., mariée, en 1582, à René Gillier, seigneur d'Alarmaude (Marmande à Vellèches et Marigny), de Puygarreau (à Sossais et Saint-Genest-d’Ambière) et de Faye-la-Vineuse ;
- Catherine, morte jeune ;
- Guyonne, morte jeune ;

Il fut élevé à la cour du roi Henri II, fut fait prisonnier par les Huguenots auprès de sa maison de La Chétardière, en Touraine, et conduit à La Rochelle, d'où il ne sortit qu'après avoir payé sa rançon. Il mourut au mois de mai 1582.

### Hilaire de Laval-Montmorency
Hilaire de Laval-Montmorency, marquis de Trèves, dit le marquis de Laval-Lezay.
Fils de Pierre II de Laval-Montmorency, il avait épousé Françoise du Puy du Fou, morte, sans enfants, le 18 mars 1686, fille et unique héritière d'Eusèbe, seigneur de La Sév(e)rie.
Il suivit le roi Louis XIII à la journée des Pont-de-Cé et au voyage de Béarn. Il servit au siège de Saint-Jean-d'Angély, à la défaite de Ré, à la prise de Royan, de Sainte-Foy et de Nègrepelisse. Il mourut à Paris, le 12 février 1670.

### Guy-Urbain de Laval-Montmorency
Guy-Urbain de Laval-Montmorency, baron de la Plesse, dit depuis le marquis de Laval-Lezay, chevalier de l'ordre du roi, conseiller aux conseils d'état et privé.
Fils de Pierre II de Laval-Montmorency, il avait épousé Françoise de Sesmaisons, fille de Claude, chevalier, seigneur de La Sau(l)zinière près Nantes (quartier des Hauts Pavés-St Félix). Il mourut en 1664, et sa femme en 1685. Ils eurent cinq enfants :
- Pierre III ;
- Hilaire, dit l'abbé de Laval, puis marquis de La Plesse et de Saint-Clément, mort sans alliance le 23 avril 1716 ;
- Guy, chevalier de l'ordre de Saint-Jean de Jérusalem, mort jeune ;
- Marie-Louise, fille d'honneur de madame la Dauphine, mariée, en 1685, avec Antoine Gaston de Roquelaure, duc de Roquelaure, comte d'Astarac et de Montfort, marquis de Lavardin, maréchal de France ;
- Françoise, abbesse de Sainte-Croix de Poitiers, morte en 1726.

### Pierre III de Laval-Montmorency
Pierre III de Laval-Montmorency, marquis de Laval-Lezay et de Magnac, comte de La Bigeotière (La Bizollière, La Bigotière) et de Fontaine-Chalendray, seigneur de la Plesse, premier baron de la Marche.
Fils de Guy-Urbain de Laval-Montmorency, il avait épousé en 1681, Marie Thérèse Françoise de Salignac, morte en 1726, fille d'Antoine, marquis de Lamothe-Fénelon. Il en eut deux enfants, morts jeunes, et Guy André de Montmorency-Laval.
Il est lieutenant-général pour le roi en la haute et basse Marche, par provisions du 19 mars 1681, dans lesquelles le roi le qualifie de son très-cher et aimé cousin, mourut à Paris le 10 juillet 1687.

### Guy-André de Montmorency-Laval
Guy-André de Montmorency-Laval, marquis de Lezay et Magnac, etc., premier baron de la Marche, naquit le 21 octobre 1686.
Comme tous les aînés vivants de chacune des branches Laval et Montmorency, il s'attachait Guy comme premier nom de baptême et se disait aussi " comte de Laval" avant tout autre titre - Tradition familiale suivant les explications de Louis de Rouvroy de Saint-Simon.
Fils de Pierre III de Laval-Montmorency, il avait épousé Marie-Anne de Turmenies de Nointel, veuve de Mathieu de La Rochefoucauld (branche de Barbezieux), marquis de Bayers. Elle mourut le 17 novembre 1766. Leurs enfants furent : 
- Guy-André-Pierre, duc de Laval ;
- Louis-Joseph, cardinal de Montmorency-Laval ;
- Guyonne-Marie-Christine, mariée, le 24 décembre 1740, à Henri-François, marquis de Grave, mestre de camp de cavalerie ;
- Marie-Anne, épouse d'Hyacinthe-François de Loos-Corswareu.

Il fut d'abord colonel du régiment de Mortemart, ci-devant Conflans, auquel il donna son nom; fut blessé, le 15 octobre 1715, au siège de Fribourg, d'un coup de mousquet qui lui perça les deux joues. Dans toutes les lettres et commissions qu'il reçut du roi, celui-ci lui donne la qualité de cousin, comme avaient fait ses prédécesseurs à l'égard des ancêtres dudit Guy-André de Laval. Il mourut le 7 mars 1745.
Par ailleurs, il est important de connaître son implication sévère dans la conspiration dite de Cellamare. Il est cité pour cela dans plusieurs textes de l'époque tels les mémoires de Mme de Staal, les correspondances de Mme la duchesse d'Orléans, les mémoires du Maréchal de Villars et enfin les mémoires du duc de Saint-Simon; seul Villars ne le traîne pas plus bas que terre.
Sa postérité montre toutefois que cet épisode douloureux, comme l'attestent les différents interrogatoires, peut-être même car soumis à la question à la Bastille ou au donjon de Vincennes, n'entacha pas ce qu'il revendiqua et obtint pour son fils Guy-André Pierre, savoir l'érection en duché.
Cette implication prit corps à la suite du refus du régent Philippe à cette requête.
Toutefois, il ne faut pas s'arrêter aux commentaires très désobligeants de ses "chroniqueurs", la langue était vive voire entourée de crochets ; tel le jeune duc de Richelieu qui fut aisément comparé à un nouveau Loth. Que d'égards pour ses filles qui n'étaient pour rien dans cette affaire Cellamare.

### Guy-André-Pierre de Montmorency-Laval
Fils de Guy-André de Montmorency-Laval.

### Anne-Alexandre-Marie-Sulpice-Joseph de Laval-Montmorency
Fils de Guy-André-Pierre de Montmorency-Laval, duc de Laval-Montmorency.

### Anne-Adrien-Pierre de Montmorency-Laval
Fils du duc Anne-Alexandre-Marie de Montmorency-Laval.

### Mathieu-Paul-Louis de Montmorency-Laval
Mathieu-Paul-Louis de Montmorency-Laval, né le 7 août 1748, appelé le vicomte de Laval, puis le comte de Montmorency, colonel du  régiment d'Auvergne, infanterie, puis brigadier des armées du roi en 1784, gouverneur de Compiègne, de 1766 à 1791.
Promu général de brigade le 28 octobre 1808. Mort le 28 décembre 1809.
Fils de Guy-André-Pierre de Montmorency-Laval, il avait épousé le 29 décembre 1766, Catherine Tavernier de Boullongne (1749-1838), cousine germaine de Jean-Baptiste de Boullongne, qui fut présentée le 23 février 1766, et de laquelle il laissa :  
- Mathieu-Jean-Félicité, duc de Montmorency ;
- Anne-Pierre, né le 6 avril 1769, condamné par le tribunal révolutionnaire, le 17 juin 1794.

Le 23 juillet 1808, il épousa Anne-Françoise Le Joyant, qui lui donna une fille:
- Anne-Louise-Philippine-Françoise (1791-1852) : elle épousa 1° en 1815 le comte Claude-Albert-Casimir de Colombet de Landos (1784-1823), qui avec elle fut dessinée par Ingres ; et 2° en 1828 le baron Alphonse-Ezechiel (Amable) Lallemand de Driésen (1802-1849)

## Armes
Cette branche portait les armes pleines de Montmorency-Laval qui sont d'or à la croix de gueules, chargée de cinq coquilles, d'argent, et cantonnée de seize alérions d'azur.